# 西原稔
西原 稔（にしはら みのる、1952年8月19日 -　）は、日本の音楽学者、桐朋学園大学教授・音楽学部長。

## 来歴
山形県生まれ。東京藝術大学音楽学部卒、同大学院博士課程単位取得満期退学。尚美学園短期大学講師、桐朋学園大学講師、助教授、教授。

## 番組出演
- 『chouchou』 テレビ朝日 （テーマ：欧州のコンサート・2017年4月30日放送）

## 著書
- 『音楽家の社会史 19世紀ヨーロッパの音楽生活』音楽之友社　音楽選書 1987
- 『聖なるイメージの音楽 19世紀ヨーロッパの聖と俗』音楽之友社　音楽選書 1990
- 『ピアノの誕生 楽器の向こうに「近代」が見える』講談社選書メチエ 1995　青弓社、2013
- 『「楽聖」ベートーヴェンの誕生 近代国家がもとめた音楽』平凡社選書 2000
- 『音楽史ほんとうの話』音楽之友社　2005
- 『クラシック名曲を生んだ恋物語』2005　講談社+α新書
- 『ブラームス』音楽之友社　作曲家・人と作品シリーズ 2006
- 『クラシックでわかる世界史 時代を生きた作曲家、歴史を変えた名曲』アルテスパブリッシング　2007
- 『音楽家の社会史』音楽之友社　オルフェ・ライブラリー 2009
- 『ピアノ大陸ヨーロッパ 19世紀・市民音楽とクラシックの誕生』アルテスパブリッシング　2010
- 『ピアノ大陸ヨーロッパ 19世紀・市民音楽とクラシックの誕生』アルテスパブリッシング 2010
- 『シューマン全ピアノ作品の研究』音楽之友社 2013
- 『世界史でたどる名作オペラ』東京堂出版 2013

### 共編著
- 『ベートーヴェン事典』平野昭,土田英三郎共編著　東京書籍　全作品解説事典 1999
- 『ウィーン 多民族文化のフーガ』饗庭孝男,伊藤哲夫,加藤雅彦,小宮正安,檜山哲彦,平田達治共著 大修館書店 2010
- 『アインシュタインとヴァイオリン 音楽のなかの科学』安生健共著 ヤマハミュージックメディア 2014

### 翻訳
- クルト・ホノルカ『『魔笛』とウィーン 興行師シカネーダーの時代』平凡社　1991
- クラウス・ウムバッハ『金色のソナタ 音楽商業主義の内幕』玉川裕子共訳　音楽之友社　1995
- ジョン・ウォラック,ユアン・ウエスト編著『オックスフォードオペラ大事典』大崎滋生共監訳　平凡社　1996
- 『ベートーヴェン大事典』バリー・クーパー原著監修 平野昭,横原千史共訳　平凡社　1997
- アレグザンダー・リンガー編『ロマン主義と革命の時代 初期ロマン派』監訳　音楽之友社　西洋の音楽と社会 1997
- ミヒャエル・シュテーゲマン『サン=サーンス』音楽之友社　大作曲家 1999

## 参考
- 教員プロフィール（西原 稔）桐朋音楽大学 - ウェイバックマシン（2021年5月13日アーカイブ分）